# Mia Colucci
Mía Colucci Cáceres es un personaje ficticio de la telenovela juvenil argentina Rebelde Way, interpretado por la actriz Luisana Lopilato. Fue creada por la guionista y productora Cris Morena y apareció por primera vez el 27 de mayo de 2002, fecha del estreno de la serie en Canal 9 de Argentina. Mía es una de las protagonistas centrales del programa y rápidamente se convirtió en un ícono juvenil en América Latina y otros países donde se emitió la serie.
Mía es una adolescente de clase alta, carismática, inteligente, vanidosa y sensible, alumna del exclusivo colegio ficticio Elite Way School. A lo largo de la serie, atraviesa conflictos familiares relacionados con la ausencia de su madre y las exigencias de su padre, así como dilemas afectivos, especialmente su relación con Manuel Aguirre (Felipe Colombo). También es una de las integrantes del grupo musical Erreway, dentro y fuera de la ficción.

## Desarrollo
Mía Colucci fue diseñada como la representación de una joven de 14 años perteneciente a la elite económica de Buenos Aires, que al mismo tiempo sufre una profunda carencia emocional por la ausencia de su madre, quien falleció cuando ella era pequeña. Su padre, Franco Colucci (Martín Seefeld), es un empresario de la moda que pasa poco tiempo con ella, lo que genera en Mía una constante búsqueda de afecto y validación.
A pesar de su actitud superficial inicial, Mía es un personaje con una evolución significativa en la trama. Demuestra solidaridad, capacidad de liderazgo y una fuerte lealtad hacia sus amigas y compañeros.

## Personalidad
Mía es extrovertida, perfeccionista, vanidosa y segura de sí misma, aunque emocionalmente vulnerable. Es una líder natural entre sus compañeras y una referencia de estilo. A menudo se muestra como la típica "chica popular", pero con el tiempo revela una personalidad compasiva, honesta y generosa.
Tiende a ser exigente con los demás, especialmente con su entorno inmediato, y en ocasiones presenta actitudes algo egocéntricas. Sin embargo, su evolución durante las dos temporadas de la serie la muestra enfrentando sus inseguridades, cuestionando a su entorno, y defendiendo sus valores.

## Apariencia física
Mía es reconocida por su look sofisticado, su cabello rubio y lacio, y su piel clara. Suele vestir el uniforme escolar con modificaciones personales que marcan su estilo (faldas más corta, joyas, accesorios de moda). En situaciones informales, utiliza ropa colorida, de diseñador y siempre acorde a las últimas tendencias. Su imagen fue ampliamente replicada por fanáticas de la serie en distintos países durante los años 2002-2004.

## Estilo
Mía representa el arquetipo de "fashion girl": elegante, femenina, siempre arreglada y pendiente de su imagen. Utiliza colores como el rosa, el blanco, verde y el celeste, y es fanática del maquillaje, las revistas de moda y las tendencias internacionales.
Durante la emisión de la serie, el personaje fue visto como un ícono de moda adolescente. Incluso se comercializaron productos inspirados en ella y en su estilo personal, como mochilas, agendas y muñecas y otros artículos de merchandising .

## En la serie
En el Elite Way School, Mía es una de las alumnas más populares y respetadas. Pertenece a la clase alta del internado y es vista por muchos como una figura de autoridad entre los estudiantes. Su principal rival al inicio de la serie es Marizza Spirito (Camila Bordonaba), con quien mantiene una relación tensa que evoluciona hasta convertirse en una fuerte amistad.
A pesar de las apariencias, Mía tiene problemas de autoestima sobre todo con su apariencia física y su cuerpo y belleza y constantemente se cuestiona su rol como hija, amiga y pareja. Es aplicada en sus estudios y participa activamente en lo que ella llama su "Feria Americana" del colegio. Es también una de las integrantes del grupo musical Erreway, lo que refuerza su estatus dentro de la institución.

## Erreway: 4 caminos
En la película Erreway: 4 caminos de 2004, Mía Colucci fallece tras de luchar con la leucemia. La historia del film está centrada en la vida de los protagonistas tras terminar el colegio y comenzando sus sueños recorriendo el mundo con la banda y lograr su mayor sueño de tocar en Brasil, sueño que si logran cumplir. Pero tras la muerte de Mía y con la hija de tuvieron juntos con Manuel (Candela) relata al fin de la película años más tarde que cada uno siguió sus propios caminos y que fue de la vida cada uno de ellos.
Sin embargo, Lopilato representa una versión más madura y cercana al personaje de Mía. La película muestra la evolución emocional y profesional del grupo Erreway luego de la serie.

## Relaciones

### Franco Colucci
Franco es el padre de Mía, un hombre de negocios ausente y frío en apariencia. Aunque la ama profundamente, su forma de criarla es distante. A lo largo de la serie, su relación pasa por muchas tensiones, pero también momentos de acercamiento.

### Marina Cáceres
Marina es la madre de Mía, quien supuestamente murió cuando ella era niña. Sin embargo, en la segunda temporada se revela que está viva. Este descubrimiento impacta profundamente a Mía, quien debe reevaluar su historia familiar y sus sentimientos de abandono.

### Manuel Aguirre
Manuel es el principal interés amoroso de Mía durante la serie. Su relación comienza con tensión, pero se transforma en una historia de amor central en la trama. Ambos comparten escenas cargadas de emoción, rupturas y reconciliaciones. Manuel influye profundamente en el crecimiento emocional de Mía.

### Marizza Spirito
Marizza y Mía comienzan como rivales, pero con el paso del tiempo se convierten en grandes amigas. Su amistad es uno de los pilares de la serie y representa la superación de prejuicios, diferencias de clase y personalidades opuestas.

### Exnovios
Joaquín Arias Parrondo
Joaquín fue el primer novio de Mía, que llega al colegio y comienza una relación al mismo tiempo con Mía y Marizza sin que ellas lo sepan. Pero al descubrir las verdaderas intenciones de Joaquín ambas terminan su relación con el.
Guido Lassen
Guido fue el segundo novio que tuvo Mía, en realidad ella nunca estuvo enamorada de Guido por estar enamorada de Manuel y tratar de olvidarlo. Pero termina confesando a Guido la verdad.
Blas Heredia
Blas fue el tercer novio de Mía. Blas es el preceptor del colegio que esta enamorado y tiene una relación sentimental hacia Mía y comienzan una relación que es bastante polémica por su diferencia de edad. Al final Mía descubre quien es verdaderamente Blas y sus secretos por lo que termina su relación con un plan que ella y Manuel organizan para expulsar a Blas del Colegio.
Francisco Blanco
Francisco es el cuarto novio de Mía. Francisco es el amigo de Manuel pero siempre sintió algo especial hacia Mía, que más tarde inician una relación amorosa que fue muy breve.

## Recepción e impacto
El personaje de Mía Colucci fue ampliamente popular entre adolescentes de América Latina, Europa e Israel. Luisana Lopilato recibió elogios por su interpretación y consolidó su carrera como actriz y cantante tras la serie. Mía fue considerada un ícono de la televisión juvenil argentina de los años 2000 y su imagen sigue presente en productos nostálgicos, reencuentros de fans y redes sociales.